# Grypa końska
Grypa końska (ang. equine influenza) – choroba wywoływana przez wirus grypy typu A, podtyp H3N8. Chorują na nią głównie konie, choć zarazić się mogą również ptaki, psy, koty, czy nawet ssaki morskie. Nie stwierdzono przenoszenia się na ludzi.

## Objawy
- ostry mokry kaszel[3]
- gorączka[3]
- ogniska stanu zapalnego w drogach oddechowych[3]

Choroba może jednak zachodzić bezobjawowo.

## Przenoszenie choroby
Choroba może być przenoszona dwoma sposobami:
- przez kontakt bezpośredni lub pośredni (np. dotyk przez człowieka w tych samych rękawiczkach, czy picie wody z tego samego wiadra);
- drogą kropelkową.

## Działanie wirusa
Wirus dostaje się do organizmu konia drogami oddechowymi. Namnaża się w nabłonku tychże dróg. Czas inkubacji wynosi średni 1–3 dni, choć może wynieść nawet tydzień.

## Leczenie
Większość koni wychodzi cało z grypy końskiej bez podawania medykamentów, zwłaszcza przy kolejnym przechodzeniu choroby. Jednak tak przechodzona choroba może trwać nawet do miesiąca, dlatego zaleca się weterynarzom prowadzenie profilaktyki przeciwko tej chorobie oraz szczepień ochronnych.